# NGC 3290
NGC 3290 (również PGC 31347, PGC 31346 lub Arp 53) – galaktyka spiralna z poprzeczką (SBbc/P), znajdująca się w gwiazdozbiorze Hydry. Odkrył ją w 1886 roku Francis Leavenworth.